# Саміт НАТО
Саміт НАТО — це зустріч на вищому рівні, одна з платформ співпраці глав держав та голів урядів країн-членів Північноатлантичного альянсу де оцінюють і вирішують стратегічний напрямок діяльності Альянсу. Саміти НАТО проводяться не регулярно але є важливим моментом в процесі прийняття рішень. Їх завданням є ввід нових стратегії та політики Альянсу, запрошення на нових членів до альянсу, запуск нових ініціатив і розвиток партнерських відносини з країнами за межами НАТО.

## Список самітів НАТО
З моменту заснування НАТО в 1949 році було здійснено 27 самітів. Останній саміт відбувся 25 травня 2017 року у Брюсселі, Бельгія, де розташована штаб-квартира НАТО. Наступний саміт НАТО, який запланований на липень 2018 року також відбудеться у Брюсселі.
Лише традиційні саміти отримали офіційний порядковий номер в тому числі й 2 спеціальні саміти, які відбулися у штаб-квартирі НАТО.
| №  | Саміт                             | Дата проведення      | Країна             | Місто                        |
| -- | --------------------------------- | -------------------- | ------------------ | ---------------------------- |
| 1  | Паризький саміт НАТО 1957         | 16—19 грудня 1957    | Франція            | Париж                        |
| 2  | Брюссельський саміт НАТО 1974     | 26 червня 1974       | Бельгія            | Брюссель                     |
| 3  | Брюссельський саміт НАТО 1975     | 29—30 травня 1975    | Бельгія            | Брюссель                     |
| 4  | Лондонський саміт НАТО 1977       | 10—11 травня 1977    | Велика Британія    | Лондон                       |
| 5  | Вашингтонський саміт НАТО 1978    | 30—31 травня 1978    | США                | Вашингтон                    |
| 6  | Боннський саміт НАТО 1982         | 10 червня 1982       | ФРН                | Бонн                         |
| 7  | Брюссельський саміт НАТО 1985     | 21 листопада 1985    | Бельгія            | Брюссель                     |
| 8  | Брюссельський саміт НАТО 1988     | 2—3 травня 1988      | Бельгія            | Брюссель                     |
| 9  | 1-й Брюссельський саміт НАТО 1989 | 29—30 травня 1989    | Бельгія            | Брюссель                     |
| 10 | 2-й Брюссельський саміт НАТО 1989 | 4 грудня 1989        | Бельгія            | Брюссель                     |
| 11 | Лондонський саміт НАТО 1990       | 5—6 липня 1990       | Велика Британія    | Лондон                       |
| 12 | Римський саміт НАТО 1991          | 7—8 листопада 1991   | Італія             | Рим                          |
| 13 | Брюссельський саміт НАТО 1994     | 10—11 січня 1994     | Бельгія            | Брюссель                     |
| 14 | Паризький саміт НАТО 1997         | 27 травня 1997       | Франція            | Париж                        |
| 15 | Мадридський саміт НАТО 1997       | 8—9 липня 1997       | Іспанія            | Мадрид                       |
| 16 | Вашингтонський саміт НАТО 1999    | 23—25 квітня 1999    | США                | Вашингтон                    |
| 17 | Саміт НАТО 2001                   | 23—25 квітня 2001    | Бельгія            | Брюссель                     |
| 18 | Римський саміт НАТО 2002          | 28 травня 2002       | Італія             | Рим                          |
| 19 | Празький саміт НАТО 2002          | 21—22 листопада 2002 | Чехія              | Прага                        |
| 20 | Стамбульський саміт НАТО 2004     | 28—29 червня 2004    | Туреччина          | Стамбул                      |
| 21 | Саміт НАТО 2005 у штаб-квартирі   | 25 лютого 2005       | Бельгія            | Брюссель                     |
| 22 | Ризький саміт НАТО 2006           | 28—29 листопада 2006 | Латвія             | Рига                         |
| 23 | Бухарестський саміт НАТО 2008     | 2—4 квітня 2008      | Румунія            | Бухарест                     |
| 24 | Саміт НАТО у Страсбурзі і Кельні  | 2—3 квітня 2009      | Франція— Німеччина | Страсбург—Кельн              |
| 25 | Лісабонський саміт НАТО 2010      | 19—20 листопада 2010 | Португалія         | Лісабон                      |
| 26 | Чиказький саміт НАТО 2012         | 20—21 травня 2012    | США                | Чикаго                       |
| 27 | Уельський саміт НАТО 2014         | 4—5 вересня 2014     | Велика Британія    | Ньюпорт                      |
| 28 | Варшавський саміт НАТО 2016       | 8—9 липня 2016       | Польща             | Варшава                      |
| 29 | Брюссельський саміт НАТО 2017     | 25 травня 2017       | Бельгія            | Брюссель, Штаб-квартира НАТО |
| 30 | Брюссельський саміт НАТО 2018     | 11—12 липня 2018     | Бельгія            | Брюссель, Штаб-квартира НАТО |
| 31 | Лондонський саміт НАТО 2019       | 3—4 грудня 2019      | Велика Британія    | Лондон                       |
| 32 | Брюссельський саміт НАТО 2021     | 14 червня 2021       | Бельгія            | Брюссель                     |
| 33 | Віртуальний саміт НАТО 2022       | 25 лютого 2022       | Онлайн             | Онлайн                       |
| 34 | Брюсельський саміт НАТО 2022      | 24 березня 2022      | Бельгія            | Брюссель                     |
| 35 | Мадридський саміт НАТО 2022       | 29-30 червня 2022    | Іспанія            | Мадрид                       |
| 36 | Вільнюський саміт НАТО 2023       | 11-12 липня 2023     | Литва              | Вільнюс                      |